# Hyundai Heavy Industries

Ulsans läge i Sydkorea

Hyundai Heavy Industries, vanligen förkortat HHI, är ett sydkoreanskt företag med huvudsäte i staden Ulsan. Det är det första varvet i världen som byggt 2000 fartyg. Milstolpen nåddes i maj 2015. Varvet byggde sitt första fartyg i början av 1970-talet.
Företaget har byggt världens största isklassade oljetanker, Stena Arctica.

## Historia
Moderbolaget, Hyundai Group, startades 1947 av Chung Ju-Yung.
1967 bildades Hyundai Motor Company och fem år senare  Heavy Industry Group.
1972 beslutade Chung att bygga två tankfartyg om 260 000 för den grekiska skeppsredaren George Livanos.
1989 levererades världen största oljeplattform till Exxon Oil.
2002 köpte företaget Kockumskranen.
2011 startade företaget en division för Förnybar energi.
2014 byggde Ulsan Shipyard världens största containerfartyg, 19 000 TEU.

## Divisioner
Företaget är indelat i sju olika divisioner.
- Skeppsbyggnad - Världens största varv
- Offshore - Varv som bygger plattformar, med mera.
- Industrianläggningar - Byggnation av kraftvärmeverk med mera.
- Fartygsmaskiner - Tillverkar motorer för fartyg
- Elsystem - Tillverkare av bland annat el-generatorer
- Entreprenadmaskiner - Tillverkare av grävmaskiner, truckar och andra tunga fordon.
- Förnybar energi.

### Skeppsbyggnad
Varvet i Ulsan är världens största skeppsvarv. Det började byggas 1972 samtidigt som HHI fick beställning på två stora tankfartyg (VLCC). Varvet har tio stora torrdockor med nio bockkranar. Mellan 1972 och 2013 levererade varvet 2 981 fartyg till 268 rederier i 48 länder.

### Förnybar energi
HHI har byggt en fabrik för tunnfilmssolpaneler i Norra Chungcheongprovinsen. Vindkraftverk byggs i Gunsan i Norra Jeollaprovinsen.

## Galleri

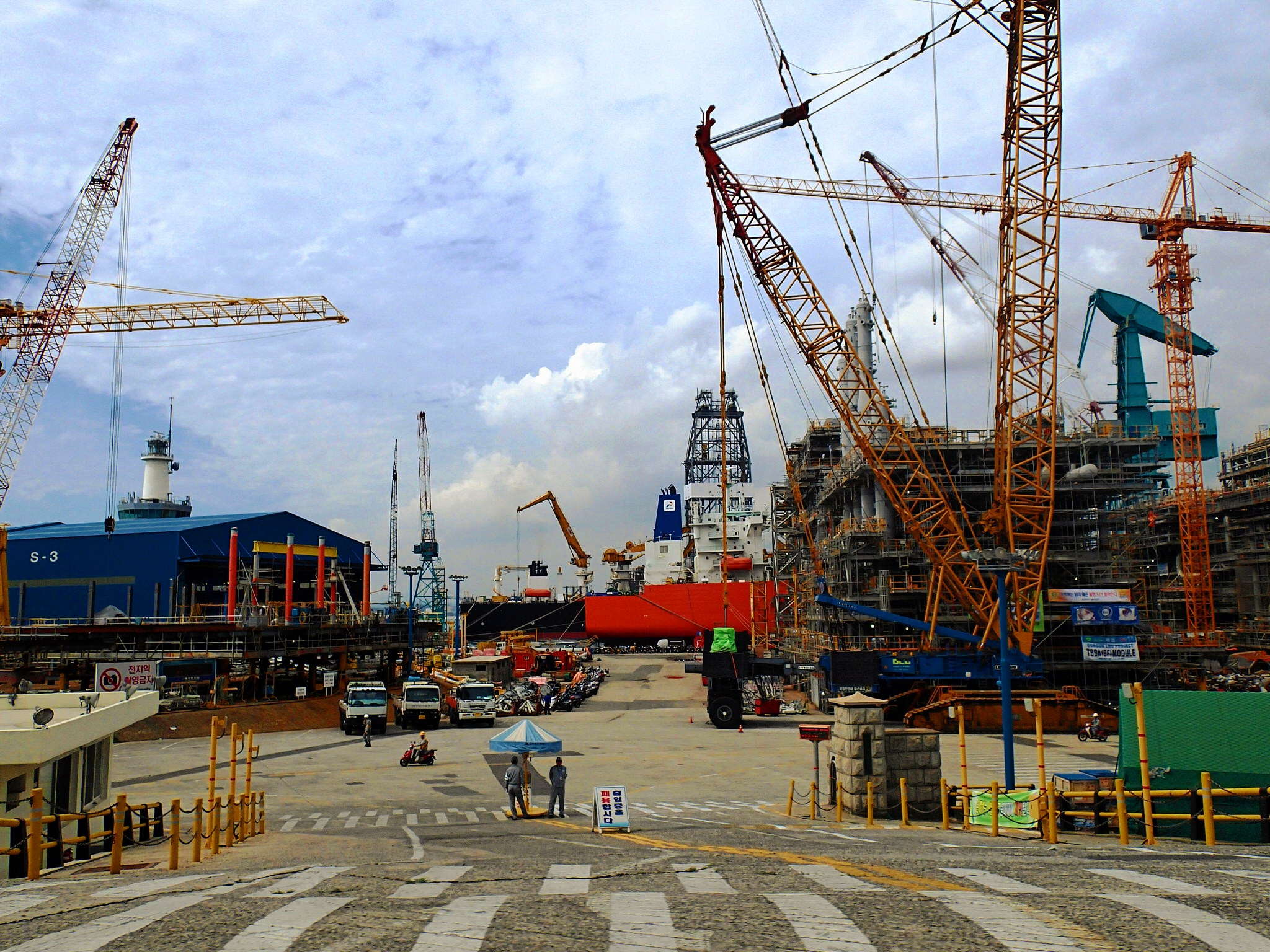
Hyundai Heavy Industries skeppsvarv i Ulsan
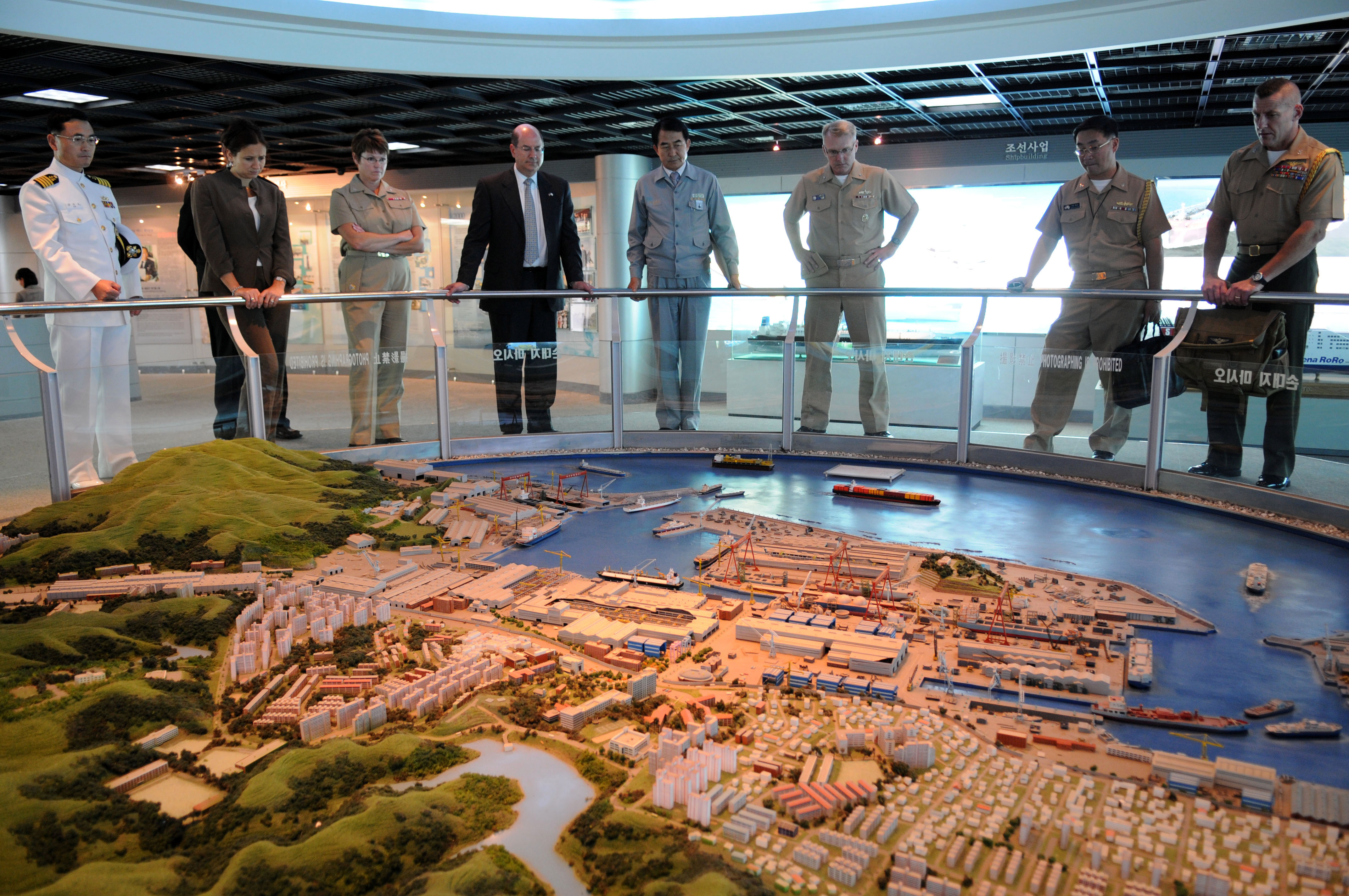
Hyundai Heavy, modell av skeppsvarvet
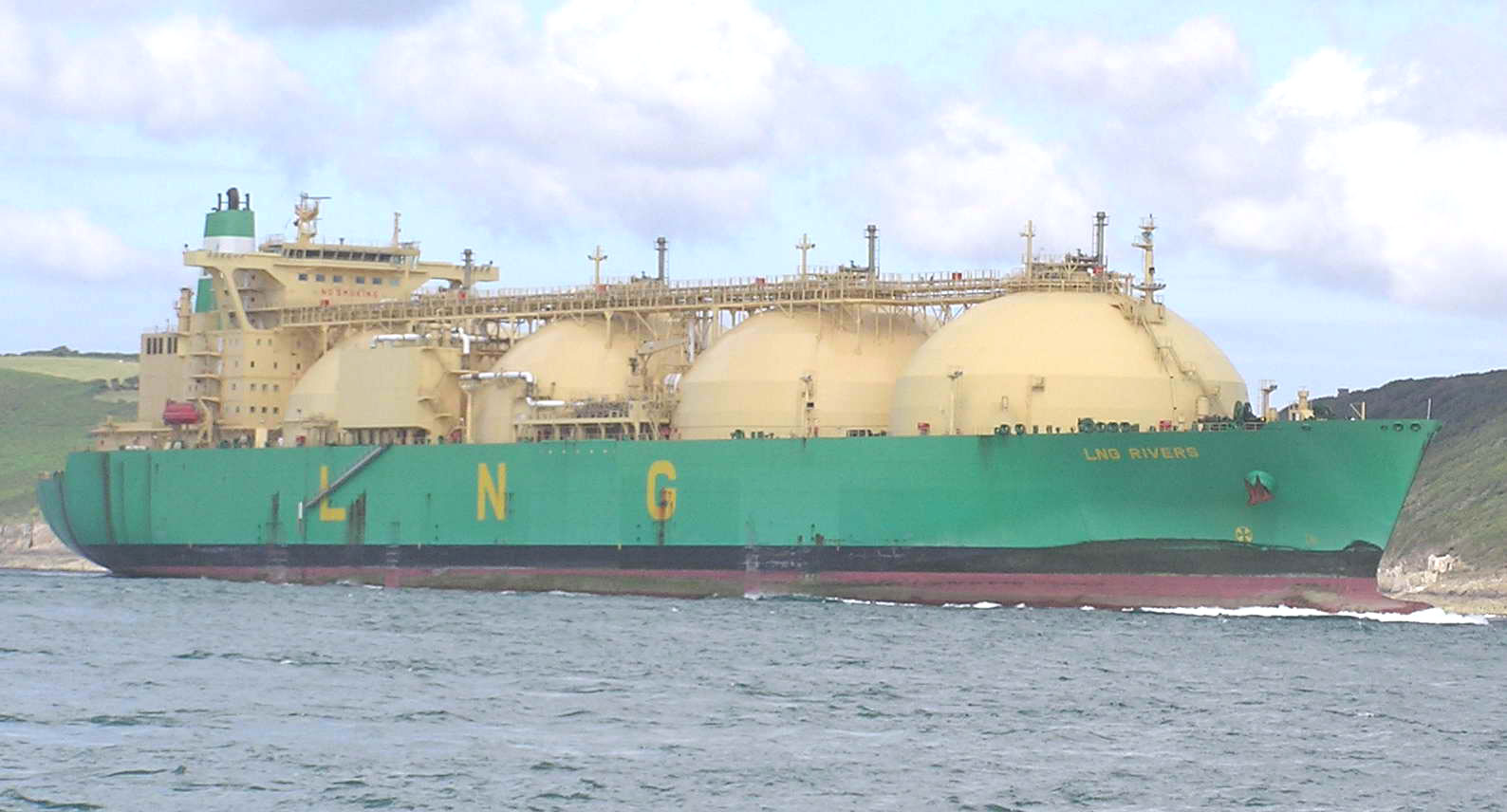
LNG Rivers 2002